# وارتون تاونشیپ، شهرستان مدیسون، آرکانزاس
وارتون تاونشیپ (به انگلیسی: Wharton Township) یک منطقهٔ مسکونی در ایالات متحده آمریکا است که در آرکانزاس قرار دارد. وارتون تاونشیپ ۴۱۸ نفر جمعیت دارد.